# Pesa 760M
Pesa 760M – sześcioczłonowy szerokotorowy spalinowy zespół trakcyjny produkowany przez Pesę Bydgoszcz, którego 6 sztuk eksploatują Koleje Białoruskie.

## Historia
W 2004 roku Pesa rozpoczęła dostawy szerokotorowych pojazdów spalinowych, jako pierwsze powstały jednoczłonowe 610M i 620M, które trafiły na Ukrainę, Litwę i Białoruś. W 2011 roku natomiast rozpoczęto dostawy dwuczłonowych jednostek 630M na Ukrainę i Litwę i do Kazachstanu. W lutym 2014 Pesa dostarczyła pierwszego trójczłonowego 730M na Białoruś, a w lutym 2016 na Litwę.
Pod koniec 2017 roku Koleje Białoruskie podpisały z Pesą umowę na dostawę 6 sztuk pojazdów 760M.

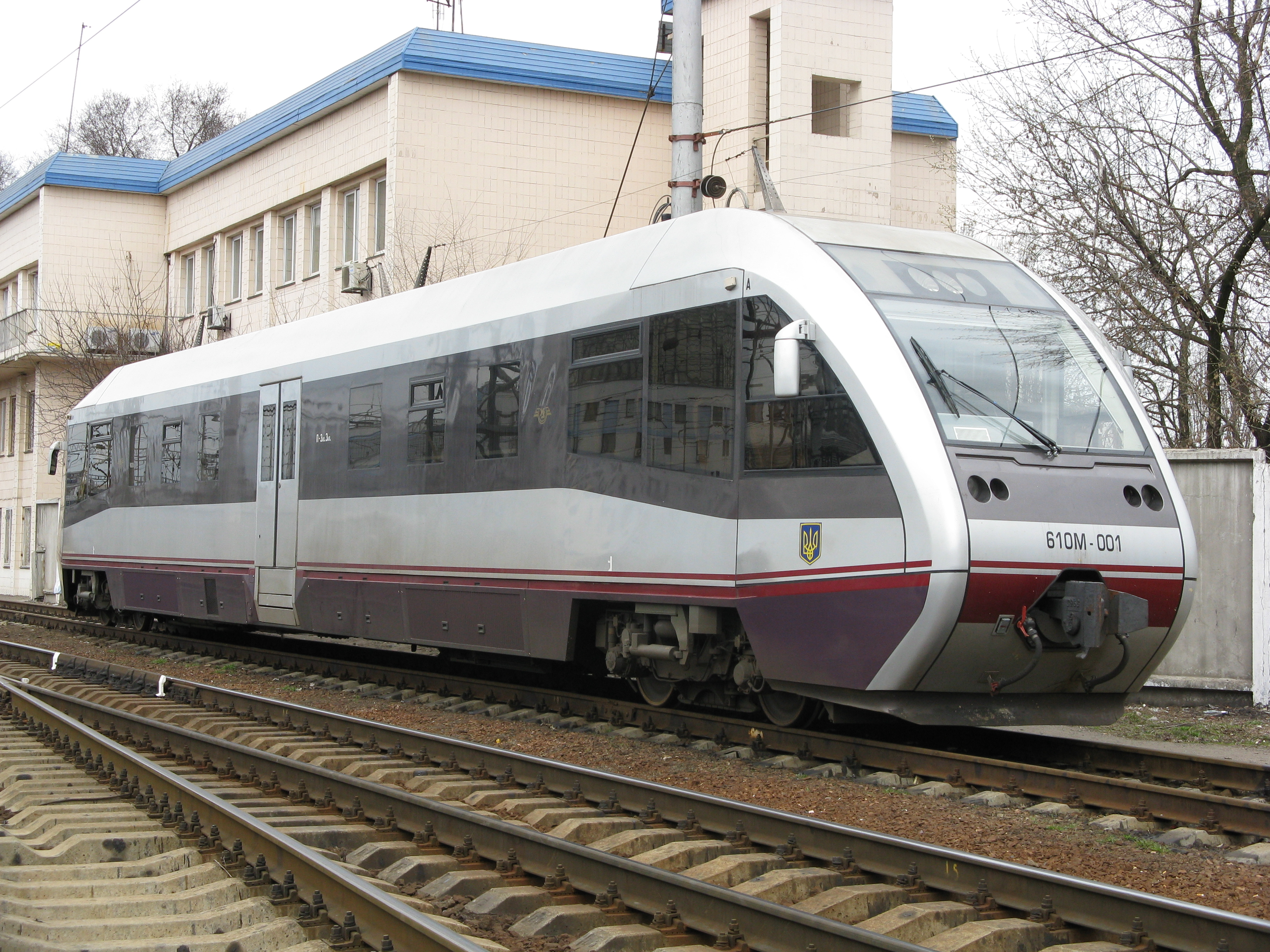
610M
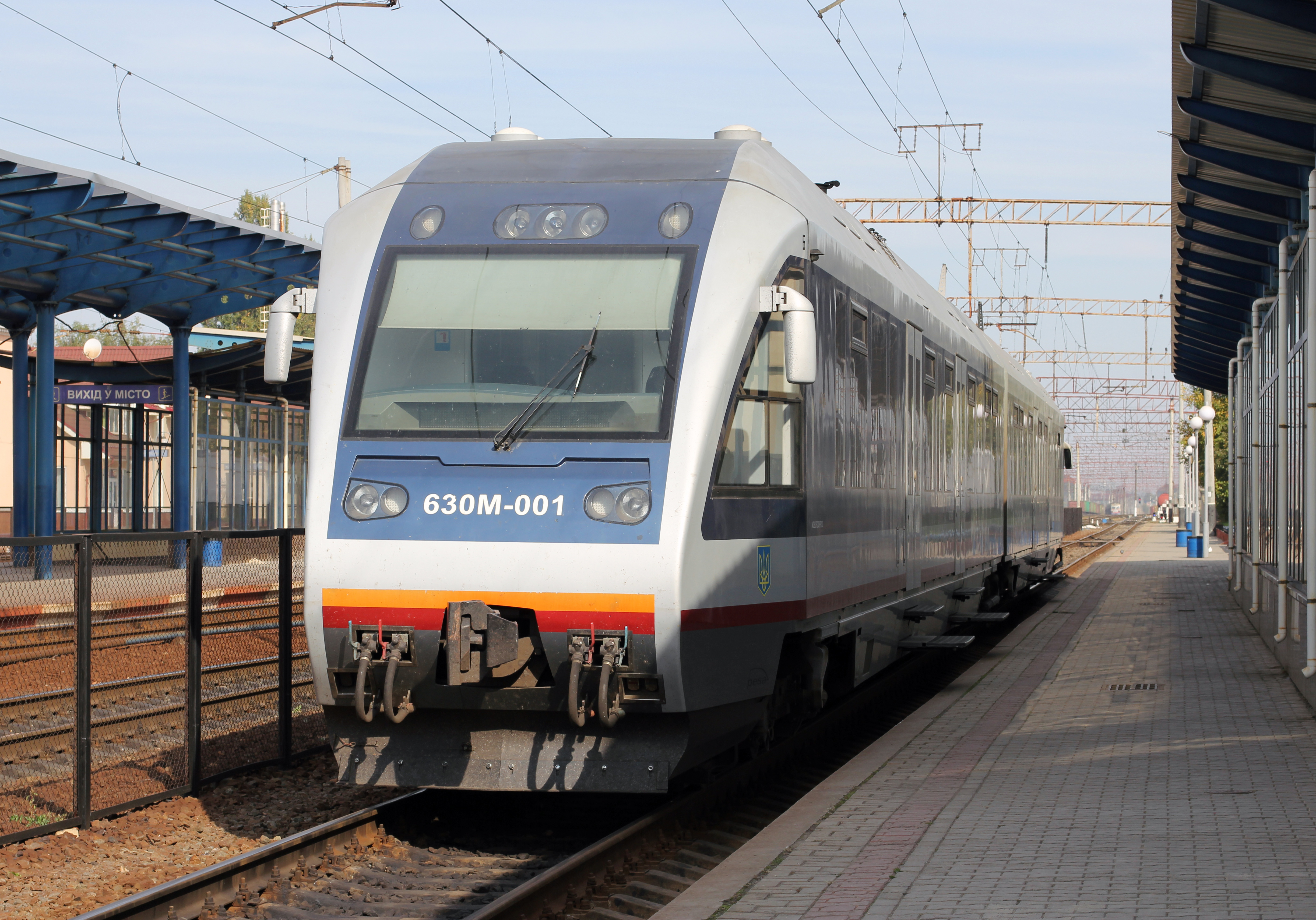
630M
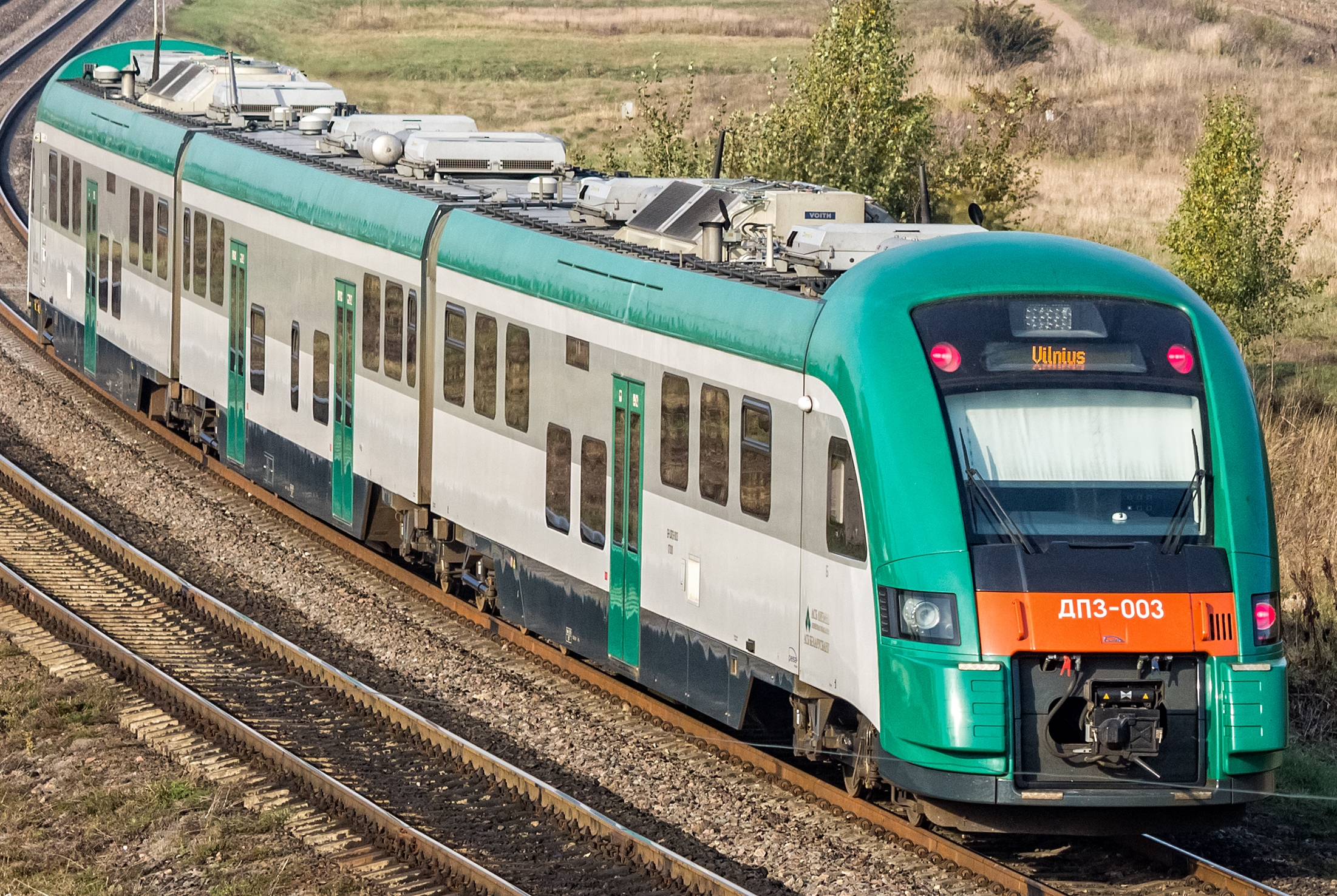
730M

## Konstrukcja
Pojazdy 760M są sześcioczłonowymi, szerokotorowymi spalinowymi zespołami trakcyjnymi przeznaczonymi do połączeń międzyregionalnych. Są to najdłuższe pojazdy spalinowe wyprodukowane dotychczas przez Pesę. Stanowią one rozwinięcie serii trójczłonowych szt dla Kolei Białoruskich 730M, które Pesa wyprodukowała w latach 2013–2016. 760M wyposażono w silniki spalinowe o łącznej mocy 2,35 MW. Każdy z 6 członów oparty jest na dwóch samodzielnych wózkach (nie zastosowano wózków Jakobsa). Prędkość maksymalna wynosi 140 km/h. W pięciu członach znajduje się 311 miejsc klasy 2., natomiast w jednym 25 miejsc klasy 1. w układzie siedzeń 2+1. Składy wyposażono w klimatyzację, Wi-Fi, ładowarki urządzeń elektronicznych, system informacji pasażerskiej, przestrzeń dla osób niepełnosprawnych i wózków dziecięcych, przestrzeń dla rowerów a także cztery toalety.

## Eksploatacja
| Państwo  | Przewoźnik            | Liczba | Oznaczenie | Lata dostaw | Źródła                    |
| -------- | --------------------- | ------ | ---------- | ----------- | ------------------------- |
| Białoruś | Biełaruskaja czyhunka | 6      | ДП6        | 2019–2020   | [ 8 ] [ 9 ] [ 10 ] [ 11 ] |

Dostawy pierwszych 3 pojazdów dla Kolei Białoruskich zaplanowano na połowę 2019 roku, a dostawę 3 kolejnych na pierwszy kwartał 2020 roku. Pierwszy pojazd dostarczono w lipcu 2019 roku. Jednocześnie poinformowano, że nowe pociągi zostaną skierowane do obsługi połączeń dziennych w relacjach Mińsk – Witebsk i Mińsk – Mohylew. 8 grudnia 3 jednostki rozpoczęły eksploatację nadzorowaną na trasie Mińsk – Witebsk. W kwietniu 2020 pojazdy te otrzymały pełne dopuszczenie do ruchu. Pod koniec maja 2020 czwarty pojazd został wysłany do Mińska. Ostatnie dwie jednostki trafiły do odbiorcy w październiku.